# Ядвіга Елеонора Гольштейн-Готторпська
Ядвіга Елеонора Гольштейн-Готторпська (нім. Hedwig Eleonora von Schleswig-Holstein-Gottorf, 23 жовтня 1636, Шлезвіг — 24 листопада 1715, Стокгольм) — королева-консорт Швеції у 1654—1660, регентша при неповнолітньому сину Карлі XI, фактично перша дама країни з 1654 до самої смерті у 1715, дружина шведського короля Карла Х Густава, донька герцога Гольштейн-Готторпського Фрідріха III та Марії Єлизавети Саксонської.

## Біографія
Ядвіґа Елеонора народилась у палаці Готторпів у Шлезвігу 23 жовтня 1636 року. Вона була шостою дитиною і четвертою донькою в родині Гольштейн-Готторпського герцога Фрідріха III та його дружини Марії Єлизавети Саксонської, доньки курфюрста Саксонії Йоганна Георга I.
На наступний день після свого вісімнадцятиріччя, 24 жовтня 1654 року Ядвіґа Елеонора одружилася із королем Швеції Карлом Х Густавом, якому невдовзі виповнювалось 32 роки.

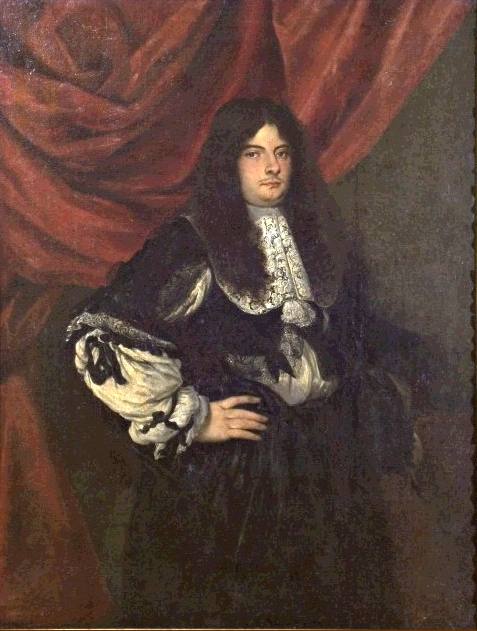
Карл Густав

Весілля проходило у Королівському палаці Стокгольму. Карл Густав став королем за чотири місяці до весілля по зреченні своєї двоюрідної сестри Христини. Шлюб був виключно політичним і означав зближення двох наймогутніших ворогів третьої країни — Данії. Це мало мати серйозні наслідки для всієї Північної Європи.
1655 року народився єдиний син подружжя. Нова королева виявилася сильною і вольовою жінкою. Її холеричного темпераменту побоювалися при дворі. Чоловіка вона супроводжувала у його поїздках до Польщі у 1655 та Данії у 1658. Та все ж більшу частину шлюбу Ядвіґа Елеонора провела при дворі як головний представник королівської влади, в той час як її чоловік вів військові дії на території інших країн.
У січні 1660 року Карл Густав був присутній у Гетеборзі, де захворів на запалення легень. Йому ставало все гірше і за місяць він помер. Його наступником став чотирирічний син під ім'ям Карл XI. Ядвіґа Елеонора очолила Регентську раду.

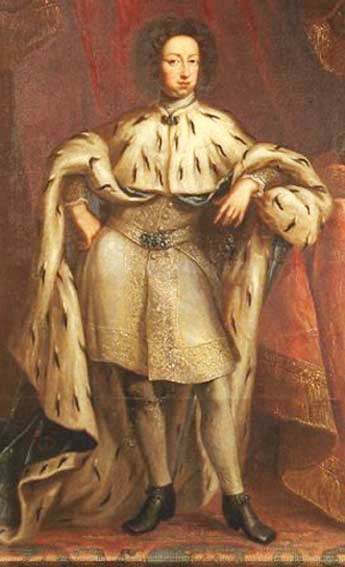
Карл XI

Вона виступала регентом до повноліття сина, а згодом — кілька місяців до повноліття онука Карла XII та під час Великої Північної війни у 1700—1713 роках. Не зважаючи на офіційні повноваження, у активну політику королева Ядвіґа не втручалася, будучи задоволеною положенням першої дами країни та символу королівської влади. Уряд вона очолювала лише формально, затверджуючи ті документи, що давали їй на підпис. Серед них було і затвердження старого кріпосного права в Латвії та Естонії, що були шведськими провінціями. Протягом свого регентства королева також ухвалювала про-французьку та анти-данську політику.
1661 року Ядвіґу Елеонору вважали можливою дружиною нового короля Англії Карла II. Офіційних причин для відмови у неї не було, але вона стверджувала, що бажає залишитися вірною померлому чоловікові.
Тоді ж королева придбала палац Дроттнінгхольм. А коли його вщент зруйнувала пожежа в кінці грудня наступного року, замовила новий проект. 1663 вже розпочалося почалося будівництво. Головним архітектором було запрошено Нікодімуса Тессіна-старшого. За наказом Ядвіґи Елеонори, замок мав бути без особливих надмірностей, але співрозмірний та елегантний.
Період її трауру завершився у 1663-му році. Та двір все одно був шокований, коли Ядвіґа почала виступати господаркою на різноманітних урочистостях. Так, саме вона відкривала театри Bollhuset та Lejonkulan у 1666 та 1667 роках.

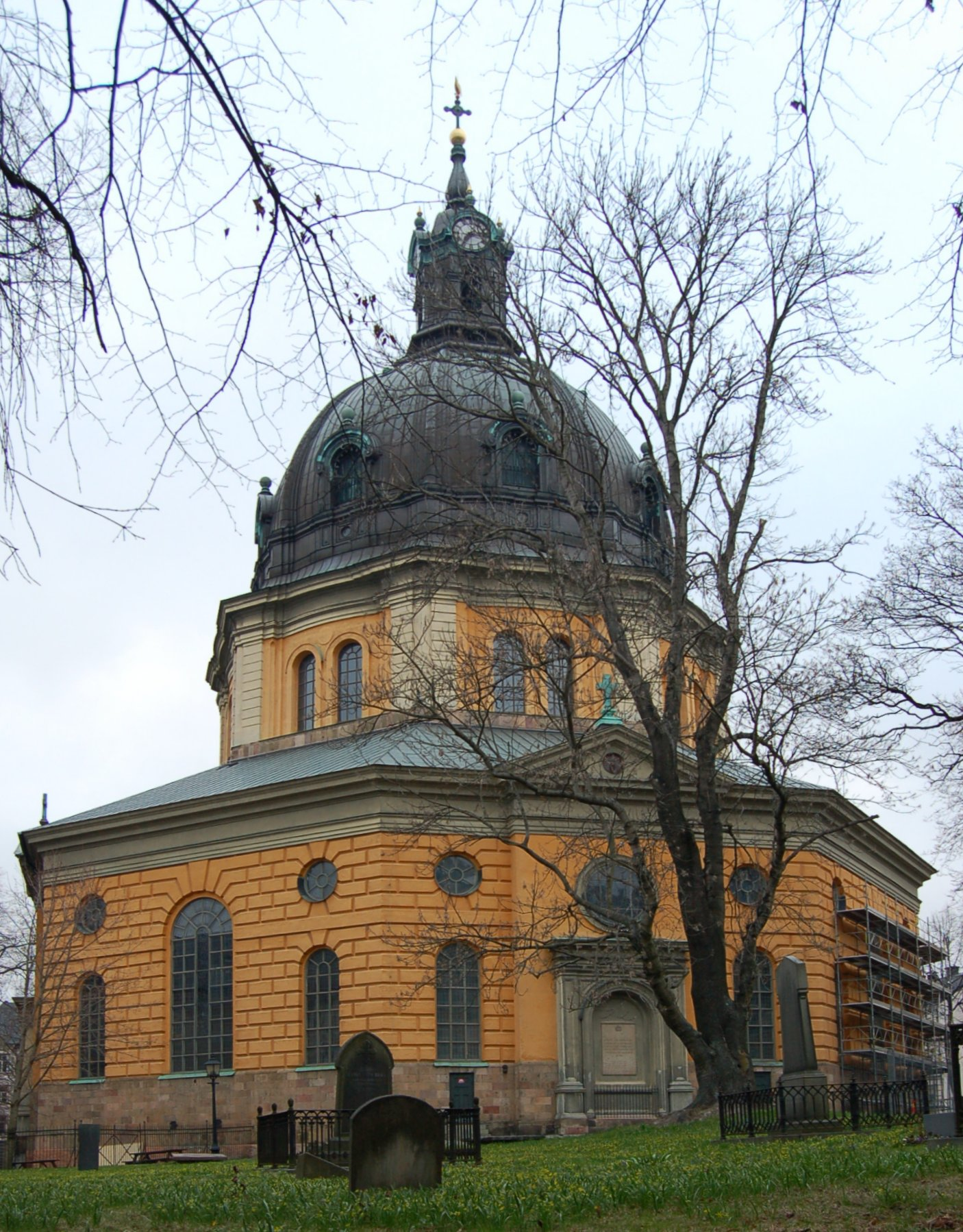
Кірха Ядвіґи Елеонори

Ядвіґа Елеонора користувалася великою повагою як Riksänkedrottningen — «Вдовіюча королева». Протягом всього життя вона була відома серед людей як дуже доброчесна пані.
При дворі тим не менш знали, що вона має коханців, серед яких найвідомішим був Карл Гілленстерна. Гілленстерна був назначений камергером королеви у 1667 році. Їхній зв'язок почався наступного року і тривав до самої смерті Ядвіґи Елеонори. Ядвіґа Елеонора була більше люблячою і турботливою матір'ю, ніж вимогливою. Карл XI був «маминим хлопчаком» у дитинстві і залишався соромливим і нерішучим впродовж всього життя.
Ядвіґа залишилася справжньою королевою і після весілля сина. 1680 року він побрався із Ульрікою Елеонорою Данською, яку потім називав «моя дружина». Матір же Карл називав «Королевою».
Померла Ядвіґа Елеонора вже за правління онука Карла XII 24 листопада 1715 року. Похована у церкві Ріддархольмена.
На її честь були названі кілька церков, з них збереглася кірха Ядвіґи Елеонори у Стокгольмі.

## Родина
Чоловік — Карл XI, король Швеції
Діти:
- Карл (1655—1697) — наступний король Швеції, одружений із Ульрікою Елеонорою Данською, мав семеро дітей, з яких троє вижили.